# Кетин, Нуттапонг
Нуттапонг Кетин (род. 24 сентября 1992 года) — тайский пловец, участник Олимпийских игр 2012 года.
На Церемонии открытия летних Олимпийских игр 2012 был знаменосцем команды Таиланда.

## Карьера
На Олимпиаде в 2012 году принял участие в соревнованиях брассом среди мужчин на 200 метров. Здесь он проиграл на предварительном этапе, заняв 30 место.
Также он участвовал соревнованиях комплексным плаванием среди мужчин на 200 метров. Он проиграл также на предварительном этапе, заняв 34 место.